# لی کیونگ جبن
لی کیونگ جین (کره‌ای: 이경진؛ زادهٔ ۲ اکتبر ۱۹۵۶) بازیگر اهل کره جنوبی است. او به خاطر ایفای نقش در مجموعه‌های تلویزیونی مرد سیندرلایی، بقای چوسان و دکتر وکیل شناخته می‌شود. او همچنین در فیلم‌های پیش‌بینی عشق و دایره جنایی ایفای نقش کرده است.